# Anđeo Zvizdović

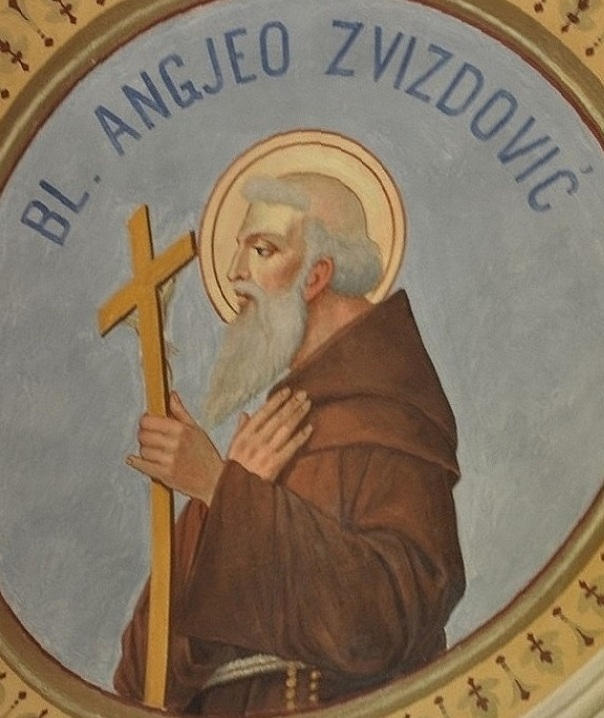
Anđeo Zvizdović, Fresko in der St.-Peter-und-Paul-Kirche in Livno

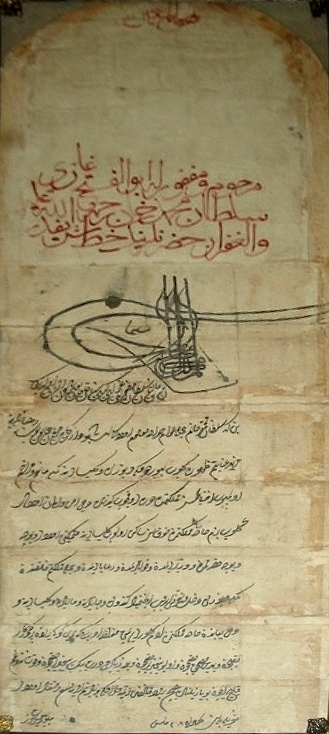
Schutzbrief des Sultans Mehmed II. für die bosnischen Katholiken, 1463

Anđeo Zvizdović (auch Zvijezdović; auch Angelus; * 1420 in Vrhbosna; † 7. Juni 1498 in Fojnica) war ein Franziskaner und Prediger gegen die Häresie bzw. Ketzerei.
Er war Oberer („Kustos“) der Kustodie Bosna in der Vikarie Bosna Argentina des Franziskanerordens. Nach der Hinrichtung des letzten bosnischen Königs Stjepan Tomašević war Anđeo Zvizdović der weltliche Vertreter des bosnischen Volkes. Im Jahr 1463 verhandelte er mit dem Sultan Mehmed II. und erwirkte am Feld Milodraz in der Nähe von Fojnica eine Urkunde, die von islamischen Herrschern zu besonderen Anlässen ausgestellt wurde (Ahidnâme) und mit der der katholische Klerus gesetzlich anerkannt wurde, wodurch er unter den Schutz des Sultans kam.
Zvizdović wird eine große Verantwortung beim Fortbestand und dem Überleben des alteingesessenen christlichen Volkes in Bosnien und der Herzegowina zugeschrieben. Im Martyrologium franciscanum wird er als Seliger bezeichnet. Seine sterblichen Überreste liegen in der Kirche des Klosters in Fojnica.